# Gryllotalpella
Gryllotalpella is een geslacht van rechtvleugeligen uit de familie veenmollen (Gryllotalpidae). De wetenschappelijke naam van dit geslacht is voor het eerst geldig gepubliceerd in 1917 door Rehn.

## Soorten
Het geslacht Gryllotalpella omvat de volgende soorten:
- Gryllotalpella macilenta Saussure, 1874
- Gryllotalpella minor Bruner, 1916